# Jan Bartůněk
Jan Bartůněk (Čáslav, 13 de febrero de 1965) es un deportista checoslovaco que compitió en piragüismo en la modalidad de aguas tranquilas. Ganó dos medallas en el Campeonato Mundial de Piragüismo: plata en 1990 y bronce en 1989, ambas en la prueba de C1 10 000 m.

## Palmarés internacional
| Campeonato Mundial | Campeonato Mundial | Campeonato Mundial | Campeonato Mundial |
| Año                | Lugar              | Medalla            | Competición        |
| ------------------ | ------------------ | ------------------ | ------------------ |
| 1989               | Plovdiv (Bulgaria) | Medalla de bronce  | C1 10 000 m        |
| 1990               | Poznań (Polonia)   | Medalla de plata   | C1 10 000 m        |